# مسابقات فرمول یک فصل ۱۹۹۴
مسابقات فرمول یک فصل ۱۹۹۴ در سال ۱۹۹۴ میلادی برگزار شد. در این مسابقات میشائل شوماخر (به انگلیسی: Michael Schumacher) از تیم بنتون و با خودروی فورد به قهرمانی رسید وی که در آغاز مسابقه در خط ۶ قرار داشت، بهترین زمان خود را در دور ۸ به دست آورد و در مجموع صاحب ۹۲ امتیاز شد.